# Hasso von Etzdorf
Hasso von Etzdorf, född 2 mars 1900 i Elbing, död 7 juli 1989, var en tysk diplomat och legationsråd. Han var personlig sekreterare åt utrikesminister Konstantin von Neurath och senare förbindelseman mellan statssekreterare Ernst von Weizsäcker och Franz Halder, chef för arméns generalstab.